# Culicoides elongatus
Culicoides elongatus är en tvåvingeart som beskrevs av Chu och Liu 1978. Culicoides elongatus ingår i släktet Culicoides och familjen svidknott. Inga underarter finns listade i Catalogue of Life.